# Сальцано, Юлия
Святая Ю́лия (Джу́лия) Сальца́но (итал. Giulia Salzano, 13 октября 1846, Санта-Мария-Капуа-Ветере, Кампания — 17 мая 1929, Казория, Кампания) — итальянская монахиня, которая в 1905 году основала Конгрегацию катехизических сестёр Святейшего Сердца Иисуса. До принятия монашеских обетов работала учительницей, а с 1865 года учила детей в Казории, где показала себя талантливым катехизатором и наставником.

## Жизнь
Родилась в Санта-Мария-Капуа-Ветере в Казерте 13 октября 1846 года. Четвёртая из семи детей Диего Сальцано и Аделаиды Валентино. Одним из предков её матери был Альфонсо Мария де Лигуори (1696—1787). Её отец — капитан уланов короля Фердинанда II — умер в 1850 году, и её мать не смогла растить всех детей, поэтому отправила Сальцано в приют.
В 1850—1861 годах воспитывалась в приюте Санта-Мария-делле-Грацие в Сан-Никола-ла-Страда. Сальцано совершила Первое Причастие в 1854 года и получила конфирмацию в 1860 году. Примерно в то время она дала личный обет оставаться целомудренной. Получив диплом преподавателя в Казерте в 1865 году, в октябре того же года начала работать школьным учителем и катехизатором в Казории. Её близкой подругой и коллегой была Екатерина Вольпичелли, с которой она познакомилась через архиепископа Неаполя Систо Риарио Сфорца.
В 1882 году начала задумываться о том, чтобы самой стать монахиней. В то же время она решила основать новую религиозную общину, посвящённую катехизации и образованию. В этом деле ей помогали два местных священника и святой Людвиг из Казории.
В 1905 году она основала Конгрегацию катехизических сестёр Святейшего Сердца Иисуса и принесла монашеские обеты. В 1920 году орден получил епархиальное одобрение кардинала Джузеппе Антонио Эрменеджильдо Приско, а 1960 году (уже после её смерти) — папское одобрение папы Иоанна XXIII.
Сальцано умерла на рассвете 17 мая 1929 года. Её останки покоятся в главной орденской обители в Казории.

## Почитание
Папа Иоанн Павел II беатифицировал Сальцано 27 апреля 2003 года на площади Святого Петра. Папа Бенедикт XVI канонизировал её 17 октября 2010 года.
День памяти — 17 мая.